# Enpinanga
Enpinanga é um gênero de mariposa pertencente à família Bombycidae.

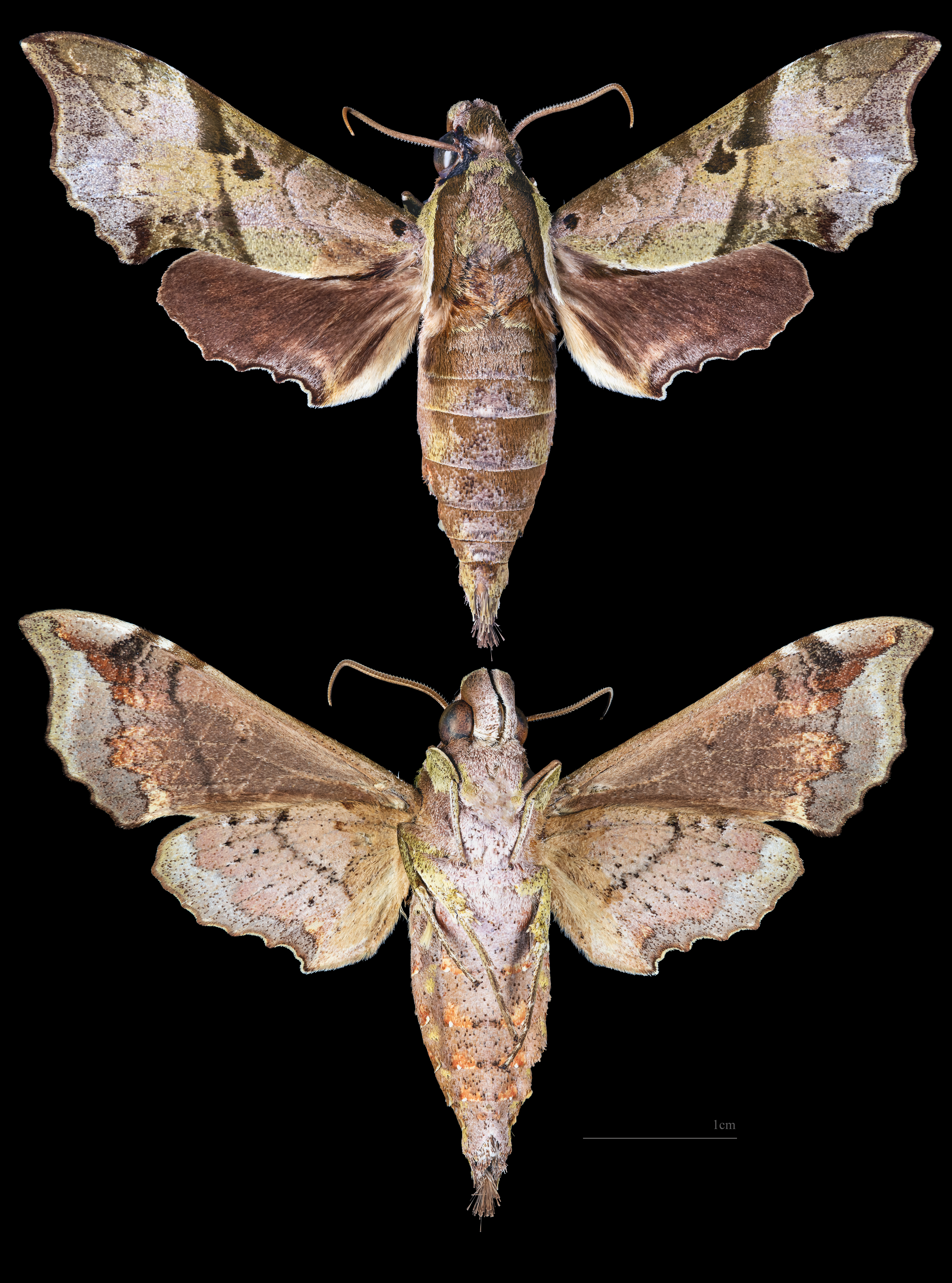
Enpinanga assamensis
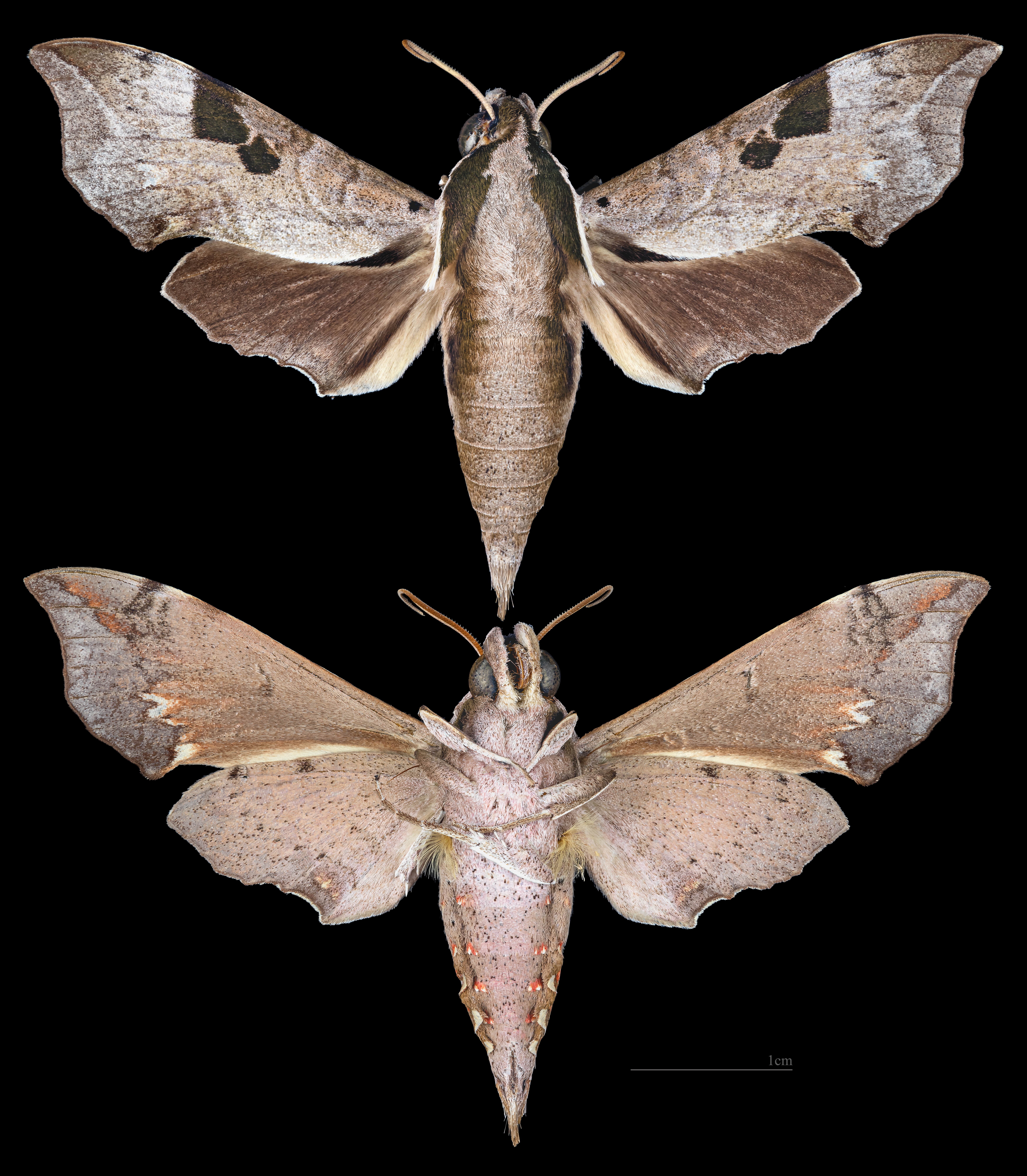
Enpinanga borneensis